# Кутовой, Георгий Петрович
Гео́ргий Петро́вич Кутово́й (р. 20 декабря 1937) — российский государственный деятель. Председатель Федеральной энергетической комиссии в 2001—2004 годах.

## Биография
Родился в городе Мелеузе Башкирской АССР. В 1961 году окончил Львовский политехнический институт (специальность «инженер-электрик»).
В 1979—1982 годах — начальник управления по перспективному проектированию энергетики Министерства энергетики СССР. В 1982—1992 годах — начальник подотдела, главный специалист в Госплане СССР.
В 1994—1995 годах — начальник главного управления энергетики и энергообеспечения Министерства экономики. В 1995—1996 годах — начальник департамента энергетики и энергообеспечения Министерства экономики.
В 1997—2000 годах — заместитель председателя  Федеральной энергетической комиссии (ФЭК). В 2000 году — вице-президент государственного концерна «Росэнергоатом».
В феврале 2001 года назначен председателем Федеральной энергетической комиссии. В 2003 году был исключён из состава комиссии по реформированию электроэнергетики. В марте 2004 года освобождён от должности руководителя ФЭК в связи с выходом на пенсию. ФЭК была реорганизована в Федеральную службу по тарифам (ФСТ), которую возглавил Сергей Новиков.
Один из критиков деятельности А. Б. Чубайса по реформированию РАО ЕЭС. Газета «Коммерсантъ» называла его одним из наиболее влиятельных противников реформы энергетики, задуманной и проводимой Чубайсом. ФЭК под его руководством считала незаконным взимание платы с «Татэнерго», «Башэнерго» и «Иркутскэнерго» в пользу РАО за передачу их электроэнергии потребителям вне региона. По мнению «Коммерсантъ», Кутовой на своём посту был «естественным ограничителем аппетитов» РАО, сдерживая рост тарифов на электроэнергию и требуя от структур РАО сокращения издержек.
Комментируя аварию 2005 года на «Мосэнерго», Кутовой сказал, что она является следствием политики менеджмента РАО ЕЭС: «Износ оборудования 60 % как минимум. Автоматика допотопная. Вместо селективной локализации аварии на уровне автоматического устройства началось цепочное развитие аварии. Это говорит о том, что внимание к системным вопросам со стороны РАО недостаточно. Средства тратятся на другие цели. Безусловно, возможно повторение аварии в любом регионе».
В апреле 2004 года стал советником генерального директора компании «Мечел» по взаимодействию с естественными монополиями.
Доктор экономических наук, кандидат технических наук, академик РАЕН.

## Публикации
- Овсейчук В. А., Кутовой Г. П., Хамидуллин К. Г. Электрификация и развитие электроэнергетических систем Казахской ССР. — Алма-Ата, 1977. — 79 с. — 410 экз.